# Никола Сугар
Никола Миклош Сугар е югославски психоаналитик и пионер на психоанализата в Югославия.

## Биография
Роден е през 1897 година в Суботица, Югославия. Заминава за Берлин, където е анализант на Феликс Боем между 1922 и 1925 г. След това отива във Виена, където продължава анализата си с Паул Шилдер между 1925 – 1927 г. В периода 1925 – 1933 е асоцииран член на Виенското психоаналитично общество, а между 1935 – 1938 става пълноправен член. След като се връща в Суботица става член на Будапещенското психоаналитично общество. Основава първата психоаналитична асоциация в Белград през 1938 г. Първоначалния ѝ състав е от девет души: шестима психиатри, лекари и невролози и трима професори по философия. Събиранията на обществото се провеждат в сградата на изкуствата в Белград, но скоро след това са забранени от принц Паул, който е близък до Италия, България и Нацистка Германия.
Сугар е депортиран в концлагера Терезиенщадт, Германия, където умира през 1945 година на 48-годишна възраст.